# Stalin (Fernsehserie)
Die vierteilige Fernsehserie Stalin von Hartmut Kaminski thematisiert den steilen Aufstieg des georgischen Schuhmachersohnes und Zögling des Priesterseminars Josef Stalin bis zum allmächtigen Generalsekretär der Sowjetunion.

## Handlung
Keine andere Person der Zeitgeschichte hat das Schicksal von hunderten Millionen Menschen stärker geprägt als der sowjetische Diktator Josef Stalin.
Fast doppelt so lange wie sein Gegenspieler Adolf Hitler hat er die Geschicke eines Staates bestimmt, in dem 160 Millionen Menschen lebten und der ein Sechstel der Erde umfasste. Alle entscheidenden Veränderungen nach Lenins Tod gehen auf Stalin zurück: Die Kollektivierung der Bauern, „Stalins Revolution von oben“, war der größte historische Eingriff in die Geschichte der Völker der Sowjetunion, den es jemals gab. Nach 1945 ist es Stalin gelungen, sein System in die Länder Ostmitteleuropas zu exportieren.
Millionen Menschen haben während der Herrschaft Stalins in der Sowjetunion selbst und in den Satellitenstaaten ihr Leben verloren. Der „große Terror“ der 1930er Jahre, das Heer der Zwangsarbeiter, die Ermordung fast aller Mitkämpfer aus den Tagen der Revolution, die Erschießung praktisch aller Militärführer der Roten Armee, ist untrennbar mit dem Namen Stalins verbunden. Dabei hat sich Stalin für seine Untertanen in einen mythischen Halbgott verwandelt; nur ihm trauten die meisten Sowjetmenschen zu, ihr Land vor der Bedrohung von außen und dem Zerfall im Innern zu retten.
Als Stalin starb, weinten selbst die Gefangenen in den Straflagern Sibiriens – das war am 5. März 1953.

### Folge 1: Die Revolution
Als Ende Oktober 1917 in Zeitungen und Flugblättern Lenins neue Regierung vorgestellt wird, sehen die Bewohner des riesigen russischen Reiches zum ersten Mal ein Foto des Mannes, der ihre Zukunft bestimmen sollte: Jossif Wissarionowitsch Dschugaschwili, genannt Stalin, 38 Jahre alt, Berufsrevolutionär. (Foto: Stalin 1929 in Tiflis.)
Seinen Posten im „Rat der Volkskommissare“, so nennt sich die Regierung der Revolution, verdankt Stalin – wie viele Politiker heute auch – eher dem Regionalproporz als seiner überragenden Bedeutung. Der Georgier repräsentiert die nichtrussischen Nationalitäten im Vielvölkerstaat.
Bis zur Revolution hat Stalin den größten Teil seines Erwachsenenlebens in den Gefängnissen des Zarenreiches und in der Verbannung verbracht. Außer wenigen Jugendbildnissen des Musterschülers und Zöglings eines Priesterseminars, existiert von ihm nur eine stattliche Galerie von Polizeifotos.
Stalins steile Karriere beginnt wenige Jahre nach der Revolution: 1922 wird er Generalsekretär der bolschewistischen Partei, ein wenig beliebter Posten, den erst Stalin zu ungeheurer Machtfülle ausbauen wird. Dieser Aufstieg zur Macht vollzieht sich auf dem Hintergrund der Revolutionsjahre: vom erfolgreichen Aufstand der Bolschewiki 1917 bis zur Gründung der Sowjetunion 1922. Die frühe Zeit der Sowjetmacht ist geprägt von Not, Hunger und Elend des Bürgerkriegs, dem Millionen Menschen zum Opfer fallen. In manchen Gegenden Russlands gibt es sogar Kannibalismus. Zum ersten Mal sind in diesem Film Aufnahmen vom legendären Aufstand der Kronstädter Matrosen zu sehen. Am Schluss der Sendung steht Lenins Beerdigung.

### Folge 2: Dorf und Fabrik
„Ganz Rußland ist ein Dorf“, sagt der russische Dichter (und Literatur-Nobelpreisträger) Iwan Bunin noch zu Anfang des Jahrhunderts. Auch 20 Jahre später leben vier von fünf Einwohnern der jungen Sowjetunion, meist als bettelarm Bauern, auf dem Lande.
Stalins Ziel: aus dem armen Bauernland einen mächtigen Industriestaat zu machen. Mit einem großen Sprung, einem gewaltigen Kraftakt in kurzer Zeit soll das geschafft werden. Gegen den Rat fast aller Experten werden die Bauern innerhalb weniger Jahre in die Kolchosen gezwungen. Wer sich wehrt, wird deportiert. Hunderttausende, vielleicht Millionen Bauern kommen dabei um. Parallel dazu beginnt der Aufbau der Industrie, die forcierte Ausbeutung der Naturschätze des gewaltigen Landes. Unter unvorstellbaren Entbehrungen, mit gewaltigen Rückschlägen werden gigantische Industriewerke wie Magnitogorsk aus dem Boden gestampft.
Zum ersten Mal kann in diesem Film Stalins Krieg gegen die Bauern ausführlich dokumentiert werden. Tonaufnahmen vom ersten Schauprozess in der Sowjetunion, dem Verfahren gegen die sogenannte „Industriepartei“ sind ebenfalls bisher noch nie gezeigt worden.
Die Sendung endet mit Bildern vom Personenkult um Stalin, der bereits seit 1929 „woschd“, d. h. „Führer“ genannt wird.

### Folge 3: Der große Terror
Blutiger Höhepunkt der Stalinschen Herrschaft ist die Periode des „Großen Terrors“ in der zweiten Hälfte der dreißiger Jahre. Fast alle Altbolschewiken, Lenins Mitkämpfer aus den Jahren des Exils, fallen ihm zum Opfer, ebenso prominente Wissenschaftler und Künstler und praktisch alle führenden Militärs. Mit ihnen werden Millionen einfacher Sowjetbürger als „Schädlinge“, „Saboteure“ und „Spione“ erschossen oder in die Straflager geschickt.
Ein riesiger Lagerkomplex entsteht, der „Archipel Gulag“. Zwangsarbeiter schuften unter mörderischen Bedingungen in den Bergwerken Ostsibiriens, bauen Straßen und Staudämme. Doch auch die normalen Arbeiter werden in ein strenges Zwangssystem eingegliedert: drakonische Strafen für mangelnde Arbeitsleistungen, Fehlen am Arbeitsplatz und Trunkenheit werden eingeführt. Auf der anderen Seite erhalten „Bestarbeiter“, die alle Normen überbieten, bis zu zwölfmal so viel Lohn wie ihre Kollegen. Stalin meint, wer besser arbeitet, soll auch besser leben.
Bisher unbekannte Filmaufnahmen von den Lagern des „Archipel Gulag“, vom Prozess gegen den berühmten bolschewistischen Politiker Nikolaj Bucharin und von Stalin selbst, sind in dieser Folge zu sehen.

### Folge 4: Supermacht Sowjetunion
Durch den Sieg über Hitlers Deutschland wird die Sowjetunion zur Supermacht. Stalin exportiert sein System in alle Länder, die von der Roten Armee besetzt worden sind. Er meint zwar, „für die Polen passt der Kommunismus wie der Sattel für die Kuh“, das hindert ihn aber nicht, in ganz Ost-Mitteleuropa die demokratischen Regierungen zu stürzen. In den Jahren davor musste Stalins Staat freilich seine härteste Bewährungsprobe bestehen: trotz des schändlichen Hitler-Stalin-Pakts überfallen die Deutschen die Sowjetunion.
Unter ungeheuren Opfern gelingt es der Roten Armee, den Feind zurückzudrängen. Allein in Leningrad sterben mehr Menschen, als die amerikanische, britische und französische Armeen im ganzen 2. Weltkrieg an Opfern zu beklagen haben. Auch im Krieg geht die Liquidierung der „Feinde“ der Sowjetmacht weiter. Ein besonders trauriges Kapitel bildet die Erschießung von 20.000 polnischen Offizieren in Katyn und anderen Lagern. In dem Film wird zum ersten Mal das Originaldokument gezeigt, mit dem Stalin die Massenerschießung in Katyn befohlen hat.
Als Stalin 1953 stirbt, erreicht die Verehrung seiner Untertanen den letzten Höhepunkt; selbst Gefangene in den Straflagern weinen um den „großen Führer“ und „weisen Vater“ der Menschheit. Diese vierte und letzte Folge der Stalin-Serie endet mit den Folgen des Stalinismus für das Russland von heute.

## Produktion
Der Film wurde anlässlich des 40. Todestages von Josef Stalin produziert.
Freilich nicht allein dieser „Gedenktag“ hat den Süddeutschen Rundfunk veranlasst, eine Stalin-Serie in Auftrag zu geben. Ebenso wichtig war ein anderer Grund: erst seit dem Ende der Sowjetunion ist es möglich geworden, Filmmateriel über die Niederschlagung des legendären Aufstandes der Kronstädter Matrosen im März 1921 zu sehen. Ausführlich können auch die unmenschlichen Bedingungen für die Zwangsarbeiter auf den „Großbaustellen des Kommunismus“, wie etwa dem Moskau-Wolga-Kanal, dokumentiert werden.
Durch die Mitarbeit des russischen Stalin-Biographen und Jelzin-Beraters, Generaloberst a. D. Dmitri Wolkogonow, hat der Autor auch Zugang zu den „streng geheimen“ Beständen des russischen Präsidentenarchives bekommen. So konnten u. a. das Originaldokument, in dem Stalin den Mord an Tausenden polnischen Offizieren in Katyn und anderen Lagern Westrußlands befohlen hat, verwendet werden. Kommentare des ehemaligen Sowjethistorikers Wolkogonow und einiger Zeitzeugen ergänzen das historische Material. In diesen Statements zeigt Wolkogonow auch auf, wie wenig sich Stalins Nachfolger, einschließlich Michail Gorbatschow, vom Erbe des roten Diktators lösen konnten.

## Kritik
Stellvertretend für viele Kritiken hier ein kurzer Auszug aus der Neuen Zürcher Zeitung, 25.02 1993: Egon Wolff: Das Modell des „Homo Sovieticus“

„‚Als Hartmut Kaminski vor bald fünf Jahren mit den Vorbereitungen für seine 1991 gesendete Dokumentarreihe «Steh auf, es ist Krieg» über Hitlers Angriff auf Russland begann, war er der erste Filmautor aus dem Westen, dem es gestattet wurde, im Staatsarchiv Krasnogorsk bei Moskau zu arbeiten. Beim Sichten der Filme bekam er auch einen Einblick in das hier gelagerte Material aus der Stalin-Ära. Als weitere Fundgruben erwiesen sich das Archiv in Minsk, in dem viele Filme aufbewahrt werden, die nicht für wert befunden wurden, in Krasnogorsk aufgehoben zu werden, sowie das Archiv in Wilna. Hier finden sich unter anderem Dokumente aus der Zeit des Hitler-Stalin-Paktes und den Kriegsjahren. Insgesamt hat der Autor Filmmaterial von nahezu 150 Stunden zusammengetragen. Da vieles nicht beschriftet war, bedurfte es oft mühseliger Nachforschungen, um die Filme zeitlich und thematisch richtig einzuordnen. Die meisten Produktionen sind völlig unbekannt; sie durften auf Befehl Stalins nie gezeigt werden. Dazu gehören Berichte von den Schauprozessen, über den Aufstand der Matrosen in Kronstadt, aber auch Szenen privater Natur. Als Koautor der Dokumentation auf russischer Seite zeichnet Dmitri A. Wolkogonow, Generaloberst a. D. der Roten Armee, zurzeit Berater Boris Jelzins und als Historiker Hauptkommissar aller russischen Archive, also auch der von Partei und KGB angelegten Bestände. Er hat noch zu sowjetischen Zeiten die erste, 1989 auch in deutscher Sprache erschienene Stalin-Biographie mit dem Titel «Triumph und Tragödie» geschrieben.‘“

- Le Figaro 24. Februar 1993: Télévision Radio: La vérité sur le „Pére des peuples“
- Neue Zürcher Zeitung, 25. Februar 1993: Egon Wolff: Das Modell des „Homo Sovieticus“
- Süddeutsche Zeitung, 19. März 1993: Sybille Neth: „Es weiß niemand genau, was da alles liegt“
- Rheinische Post, 19. März 1993: Sebastian Feldmann: Terror als Prinzip der Staatspolitik
- die tageszeitung, 6. März 1993: Christian Semler: Stalin, Stalin, Stalin, Stalin
- Deutsches Allgemeines Sonntagsblatt, 12. März 1993: Michael Fischer: Vom Schustersohn zum Schreibtischtäter